# 怪獣がやってくる
「怪獣がやってくる」（かいじゅうがやってくる）は、日本の楽曲。作詞：横井弘、作曲：小川寛興。
1967年にNHK総合テレビの『歌のメリーゴーラウンド』で紹介。当時の第一次怪獣ブームに便乗して製作された楽曲だが、内容はある町の動物園を舞台に、様々な動物が怪獣に対する話などをしているという、意表をついた作品となっている。歌は倍賞千恵子で、同年7月1日にはキングレコードからシングルレコードが発売された（品番：BS-672）。
同年10月には『みんなのうた』でも紹介。編曲は服部克久、歌は弘田三枝子とみすず児童合唱団に変更された。みすず児童合唱団は、怪獣ブームの代表作『ウルトラマン』の主題歌も歌っている。映像はこの時期常連の久里洋二による製作アニメ。なお『みんなのうた』版は、1番と2番の歌詞が以下のものに差し替えられている。
1. 1番の「火をはくつもりで ほえたけど」が「火をはくつもりで ウォー ウォー ウォー」に変更[2]。
2. 2番の「かばさんあつめて 一、二の三」が「かばさんあつめて カォ カォ カォ」に変更[2]。

1968年4月 - 5月に再放送後、衛星第2テレビの『なつかしのみんなのうた』では2006年8月29日・同年12月21日・2007年1月2日の3回にわたって放送された。
また1971年にキングレコードから発売されたLPレコード「NHKみんなのうた」（VOL.4）に倍賞千恵子版が収録されたのに対し、弘田三枝子版は長らくこうした記録メディアに収録されることがなかったが、2021年に日本コロムビアから発売されたCDアルバム『NHKみんなのうた 60 アニバーサリー・ベスト 〜アイスクリームの歌〜』に初収録された。CDの歌詞カードにて、2番の歌詞で本来の歌詞は「うわさを聞くたび ぞうくんは」だが、歌詞カードでは、「うわさを聞くたび ひょうくんは」と誤表記されている。